# Fantasie und Fuge über den Choral „Ad nos, ad salutarem undam“

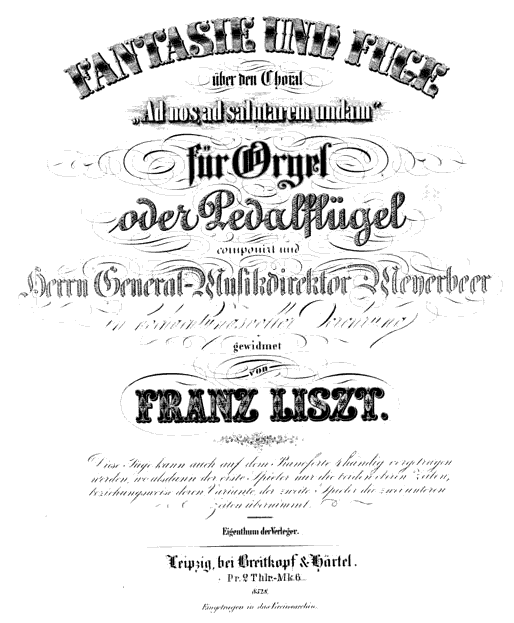
Titelseite des Erstdrucks 1852

Fantasie und Fuge über den Choral „Ad nos, ad salutarem undam“ ist eine Komposition für Orgel oder Pedalklavier von Franz Liszt (S. 259 im Liszt-Werkeverzeichnis von Humphrey Searle). Sie entstand 1850 in Weimar. Der zu Grunde liegende Choral stammt aus dem 1. Akt von Giacomo Meyerbeers Oper Le prophète. Mit der Uraufführung der Orgelfassung des Stücks durch Alexander Winterberger wurde am 26. September 1855 die neuen Ladegast-Orgel des Merseburger Doms eingeweiht.

## Entstehung

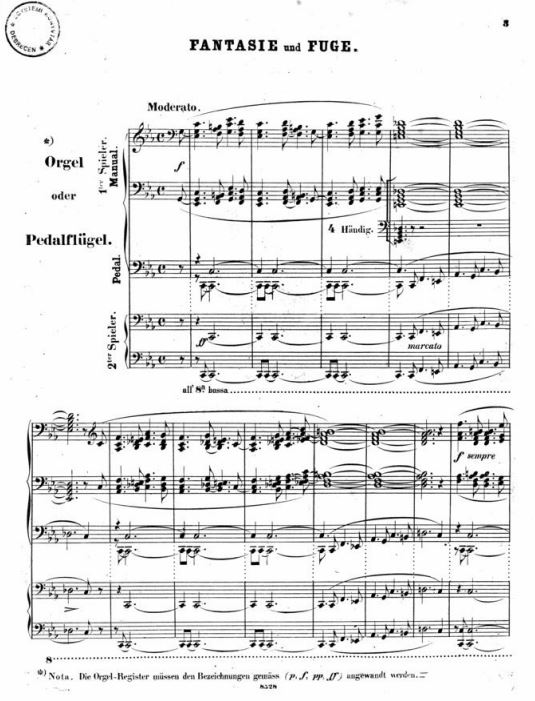
1. Notenseite des Erstdrucks, eingerichtet für Orgel, Pedalflügel, Klavier zu 3 oder 4 Händen

Liszt schätzte Meyerbeer sehr und wollte dessen 1849 uraufgeführte Oper Le prophète durch Klavierbearbeitungen in Deutschland bekannt machen. Drei Opernparaphrasen hatte er bis Anfang des Jahres 1850 erstellt und unter dem Titel Illustrations du Prophète (S. 414) veröffentlicht. Unter dem Eindruck einer erneuten Aufführung der Oper im Februar 1850 in Dresden komponierte Liszt im weiteren Verlauf des Jahres die Fantasie und Fuge über „Ad nos, ad salutarem undam“. Zwar wurde sie nachträglich als Nr. 4 den Illustrations hinzugefügt, aber sie ist völlig anders angelegt als die ersten drei Stücke: Sie folgt nicht weitgehend der originalen Musikvorlage, sondern benutzt lediglich deren Choralthema als Material für eine ganz selbständige und sehr umfangreiche mehrsätzige Komposition. Außerdem ist sie nicht für Klavier zu 2 Händen bestimmt, sondern laut Titel der Orgel oder dem Pedalklavier zugedacht. Sie erschien 1852 bei Breitkopf & Härtel in einem Notenbild, aus dem man sie auf der Orgel, dem Pedalklavier, oder auf Klavier zu 3 oder zu 4 Händen spielen kann. Liszt widmete Meyerbeer das Stück.
1855 nahm Liszt regen Anteil am Bau der neuen Ladegast-Orgel des Merseburger Doms und plante, für ihre Einweihung am 26. September ein großes Orgelwerk zu komponieren (Präludium und Fuge über B-A-C-H). Kurz vor dem Konzerttermin stellte er fest, dass er die Komposition nicht rechtzeitig würde fertigstellen können, und schlug stattdessen vor, dass sein Schüler Alexander Winterberger die Fantasie und Fuge über „Ad nos...“ spielen solle. Liszt selbst richtete gemeinsam mit Winterberger die Registrierung des Stücks an der neuen Orgel ein, das bei dieser Gelegenheit seine vielbeachtete offizielle Uraufführung erlebte, obwohl dies wohl nicht die tatsächliche erste Aufführung war.

## Form
Die Komposition ist für ihre Entstehungszeit ungewöhnlich umfangreich und bildete mit ihren monumentalen Dimensionen, aber auch ihrer Virtuosität ein „Novum in der Orgelmusikgeschichte“. Eine durchschnittliche Aufführung dauert nahezu eine halbe Stunde. Nach zeitgenössischen Berichten dauerten Aufführungen durch Liszt selbst und durch Winterberger ca. 40 Minuten.
Das Stück bildet eine komplexe sinfonische Form aus drei großen Abschnitten. Die Rahmenteile stehen in c-Moll, der Mittelsatz in Fis-Dur. Die Deutung als Weiterentwicklung des barocken zweiteiligen Formmodells „Präludium/Toccata/Fantasie und Fuge“ oder (aufgrund der Gestaltung aller Formteile aus nur einem Thema) als Variationsform werden in der Literatur überwiegend verworfen. Stattdessen wird eine übergeordnete Gesamtdramaturgie festgestellt, die an die Sonatensatzform angelehnt erscheint:
1. Fantasie in C-moll (Takt 1–242): Entspricht mit kraftvollen Akkorden in dem frei behandelten Sonatenschema der Exposition. Das Meyerbeersche Thema in den Tonarten C- und F-moll wird mit turbulenten Einschüben versehen; sein motivisches Material bildet, auf vielfältige Weise umgeformt, die Grundlage aller Unterabschnitte. In einer Überleitung durch thematische Rezitative ebbt dann die erzeugte Spannung ab.
2. Adagio in Fis-Dur (Takt 243–492): Dieser langsame Teil fungiert als Durchführungs-Abschnitt. Er beginnt mit dem ersten integralen und vollständigen Zitat des Choralthemas als meditative Melodik mit lyrischen Momenten bis zur erneuten Steigerung der Spannung.
3. Fuge in C-moll (Takt 493–763): Bedeutet ein Finale, aber zugleich, in der Sonatensatzform gedacht, Reprise und Coda, wobei Elemente aus den beiden vorherigen Abschnitten zitiert werden. Dieser Abschnitt beginnt mit der ersten Fuge in c-Moll in einem schnellen Rhythmus und endet mit einer triumphalen Coda im vollen Orgelklang mit den Grundakkorden einer Fuge mit der Schluss-Aptheose in C-Dur.

Das Stück ist virtuos und verkörpert einen klangprächtigen, extrovertierten Orgelstil. Es ist ein reines Konzertstück ohne kirchlichen oder liturgischen Bezug.

## Transkriptionen
Ferruccio Busoni erstellte eine Klavierbearbeitung, die 1897 bei Breitkopf & Härtel erschien. Liszts Biograph Alan Walker zufolge stellt sie „einen der Höhepunkte der Virtuosität des 20. Jahrhunderts“ dar. Liszts Schüler Walter Bache berichtete 1862, dass Liszt mindestens einmal eine eigene Klaviertranskription aufgeführt habe, er scheint diese aber nie notiert zu haben.
Hugo Kaun und Wilhelm Middelschulte schufen eine Bearbeitung für Orgel und Orchester. Dabei erstellte Kaun die Orchestrierung, Middelschulte richtete den Orgelpart ein und fügte eine Solokadenz ein. Die Uraufführung fand am 29. März 1901 in Chicago statt, dirigiert von Theodore Thomas und mit Middelschulte an der Orgel. Eine weitere Bearbeitung für Orgel und Orchester stammt von Marcel Dupré.
Eine Bearbeitung für Orchester von Florian Csizmadia wurde im März 2022 in Greifswald uraufgeführt.